# Rachel Dawes
Rachel Dawes è un personaggio dell'universo di Il cavaliere oscuro creato per il film Batman Begins (2005) e presente anche nel sequel Il cavaliere oscuro (2008), entrambi diretti da Christopher Nolan.

## Biografia del personaggio

### Batman Begins(2005)

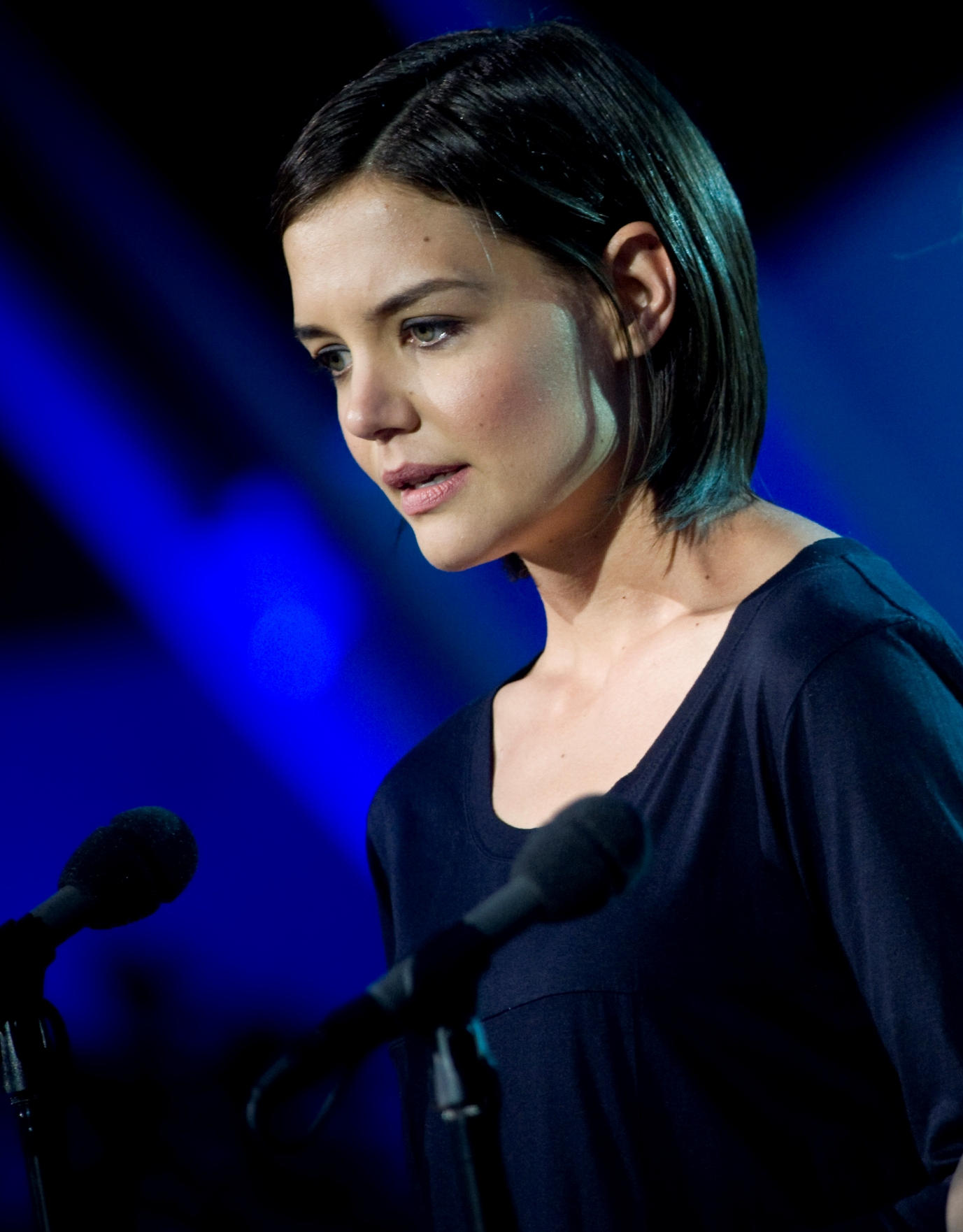
Katie Holmes, la prima interprete di Rachel Dawes, nel film Batman Begins

Rachel Dawes vive a Villa Wayne, a Gotham City, ed è figlia di una domestica al servizio di Thomas Wayne, celebre chirurgo erede di un antico e ricchissimo casato discendente dall'aristocrazia britannica. Fin dai primi anni d'infanzia è molto amica di Bruce, figlio unico del dottor Wayne, di cui è quasi coetanea. Quando Thomas e Martha Wayne vengono uccisi durante una rapina da Joe Chill, un ex lavoratore divenuto teppista di strada a causa della crisi economica che ha colpito la città, Rachel e la madre lasciano Wayne Manor, perdendo per anni di vista il giovane Bruce, che viene assistito dal maggiordomo Alfred Pennyworth, magnifico gentiluomo che gli fa da padre.
Anni dopo, la giovane si laurea con onore in legge e trova lavoro come consulente del Procuratore Distrettuale di Gotham City, Carl Finch. Devota alla giustizia e alla legalità, nel corso degli anni combatte con ostinazione la corruzione, che si è diffusa ormai ovunque nelle istituzioni cittadine come una malattia, a beneficio del potente capomafia Carmine Falcone, uno dei principali signori del crimine della nazione. Rachel intraprende una breve relazione con Finch, che si interrompe in occasione del ritorno di Bruce da un viaggio di sette anni in Asia, durante il quale si sono perdute le sue tracce. Dopo essersi scontrata con il dottor Jonathan Crane, ex insegnante universitario ora direttore del manicomio criminale di Arkham, peraltro coinvolto in affari misteriosi con Falcone, viene assalita da alcuni sicari sguinzagliati dal capomafia, ma in suo aiuto interviene il misterioso e implacabile Batman, un giustiziere travestito da pipistrello che agisce contro la dilagante criminalità organizzata, al punto da catturare e consegnare alla polizia lo stesso Falcone.
Incoraggiata dalla vulnerabilità in cui versa la delinquenza e dall'influsso positivo dell'intervento di Batman, nonostante la polizia gli stia dando la caccia, Rachel si reca ad Arkham per vedere Falcone, ivi ricoverato dopo un crollo psicotico, ma il dottor Crane la assale con un allucinogeno psicotropo. Batman interviene ancora in suo aiuto, e la guarisce con un antidoto che ha elaborato dopo essere stato a sua volta esposto al veleno. Appena ristabilitasi, aiuta il vigilante mascherato a diffondere la cura contro il veleno, che Crane vuole diffondere in tutta Gotham City per conto di Ra's al Ghul, guida spirituale della Setta delle Ombre, una fratellanza di guerrieri ninja che da migliaia di anni lotta per ripulire il mondo dalle ingiustizie e dalle sofferenze adottando metodi subdoli e drastici. Sgominata la minaccia e appreso che Ra's al Ghul è morto, Rachel scopre che Batman è Bruce, deciso a salvare Gotham City dal crimine di cui lui stesso rimase vittima da bambino.

### Il cavaliere oscuro(2008)
Qualche anno dopo che Bruce ha iniziato la sua crociata contro il crimine, Rachel inizia una relazione con Harvey Dent, nuovo Procuratore Distrettuale di Gotham City subentrato a Carl Finch, ucciso dai sicari di Falcone, con cui collabora per sconfiggere il nuovo capomafia, Salvatore Maroni, e soprattutto il Joker, un folle criminale che semina il terrore in una guerra senza quartiere contro Batman e ciò che rappresenta.
Eppure, in qualche modo sente di essere ancora attratta da Bruce, al punto da scambiare con lui un bacio, ma alla fine sceglie di dedicarsi esclusivamente ad Harvey: lascia quindi ad Alfred una lettera in cui dichiara di amare il procuratore e di voler vivere una vita lunga ma, soprattutto, normale con lui, cosa che lei è convinta non potrà mai avere con Bruce, continuando però ad approvare la crociata di Batman e le sue motivazioni. Sotto tacito permesso di Rachel, Alfred legge la lettera prima di consegnarla al padrone.
Improvvisamente, il Joker cattura sia lei che Harvey, e li imprigiona in due diversi depositi pieni di esplosivi e benzina, lasciandosi poi catturare dalla polizia per arrivare a Batman, a cui fornisce l'indirizzo di entrambi i rifugi dicendo però che non farà in tempo a salvare entrambi gli ostaggi, e che dovrà scegliere: Batman si reca immediatamente da Rachel, lasciando Harvey alla polizia, ma una volta giunto sul posto scopre che nel rifugio è rinchiuso Harvey, che trascina all'esterno un attimo prima della violenta esplosione, che gli sfigura la parte sinistra del volto. Rachel viene raggiunta dal commissario James Gordon, ma l'edificio salta violentemente in aria un momento prima che lui e la squadra vi si introducano per salvarle la vita.
La morte di Rachel getta Bruce in una cupa disperazione, ma resta convinto che Rachel lo avrebbe aspettato, quindi Alfred, per risparmiargli ulteriore sofferenza, non gli consegna la lettera di Rachel e la brucia; Harvey invece, sconvolto anche lui, giura vendetta contro tutti coloro che ritiene responsabili delle proprie sventure, cioè il mafioso Maroni, i due poliziotti corrotti da quest'ultimo, Batman e Gordon, utilizzando un vecchio soprannome affibbiatogli quando indagava alla Sezione disciplinare della polizia: «Harvey Due Facce». Non avendo scelta, Batman è obbligato ad uccidere l'ex-rivale, ormai del tutto impazzito per la morte della donna, per poi addossarsi la colpa dei crimini di quest'ultimo.

### Il cavaliere oscuro - Il ritorno(2012)
Negli otto anni successivi alla morte di Rachel, Bruce si è ritirato a vivere in solitudine nella propria Villa, rifiutandosi di uscire e senza mai mostrarsi a nessuno. Senza l'unica donna che riteneva di poter amare e con cui riteneva di poter condividere la propria vita, l'uomo ha abbandonato ogni speranza.
Quando la Setta delle ombre, guidata da Bane e dalla figlia di Ra's al Ghul, Thalia, minaccia di nuovo Gotham City,  Bruce decide di tornare a essere Batman, quindi Alfred, nel disperato tentativo di farlo desistere, gli rivela la verità sulla scelta di Rachel.
La notizia, ovviamente, sconvolge Bruce, ma non lo ferma dal combattere la nuova minaccia, che riesce a sconfiggere, apparentemente al prezzo della propria vita.
Alla fine, però, si scopre che Bruce ha solo finto la sua morte per poter vivere il resto della propria vita con Selina Kyle, dimostrando quindi di aver superato la morte di Rachel e come quest'ultima si fosse sbagliata, dato che alla fine lui è effettivamente riuscito ad abbandonare il ruolo di Batman e a iniziare una nuova vita con la persona che ama.

## Concezione e sviluppo
Rachel Dawes non proviene dai fumetti di Batman, ma è stata creata appositamente per la serie cinematografica, sebbene presenti grandi analogie con il personaggio di Rachel Caspian, presente in Batman: Anno due. Secondo i piani originari sarebbe dovuta apparire soltanto in Il cavaliere oscuro, mentre in Batman Begins sarebbe stato introdotto Harvey Dent/Due Facce. Tuttavia, essendo già presenti due avversari, ossia lo Spaventapasseri e Ra's al Ghul, si è scelto di aggiungere il personaggio di Rachel non volendo esagerare con il numero di nemici di Batman in un solo film.

### Interpreti
In Batman Begins (2005), Rachel è interpretata da Katie Holmes, mentre in Il cavaliere oscuro viene impersonata da Maggie Gyllenhaal, dal momento che la Holmes ha rinunciato a riprendere il ruolo a causa della concomitanza delle riprese con quelle di 3 donne al verde.